# 矢山哲治

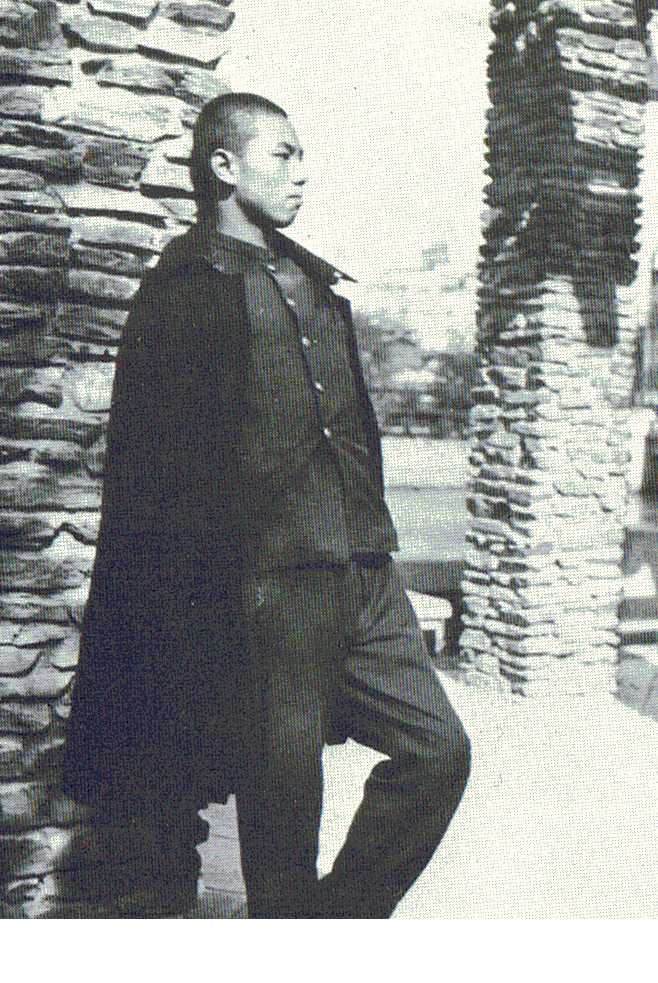
矢山哲治（1938年頃撮影）

矢山 哲治（ややま てつじ、1918年4月28日 - 1943年1月29日）は日本の詩人。九州帝国大学在学中、同人雑誌「こをろ」を主宰。
福岡県福岡市出身。
1936年福岡県中学修猷館、1939年旧制福岡高等学校理科甲類を経て、九州帝国大学農学部繰り上げ卒業。福岡高校在学中から当時火野葦平の率いていた『九州文学』同人となり『九州文学』、『文藝首都』などに詩やエッセイを掲載。この時期1938年7月、福岡高校生であった矢山は『九州文学』を詩人の立原道造に贈り、文通を始め、当時立原が企図していた詩誌『午前』への参加を誘われた。
1939年、第一詩集『くんしやう』を上梓。この頃、保田與重郎、太宰治、檀一雄ら『日本浪曼派』の作家、評論家を愛読する。九州帝国大学入学前後は火野葦平批判を行い九州文学を脱退し、新たに福岡高校卒業生や九州帝大在学生とともに『こをろ』を創刊する。同人には島尾敏雄、真鍋呉夫、阿川弘之、那珂太郎、小島直記、一丸章らが居り、周辺には伊達得夫がいた。『こをろ』創刊号には立原道造の矢山宛書簡が「詩人の手紙」と題され掲載された。1940年、第二詩集『友達』、第三詩集『柩』を相次いで出版。
1942年、陸軍入営。両肺が冒されていると診断され入院し、除隊。このころ失意大きく情緒不安定になる。1943年1月29日、自宅から1キロほど東の住吉神社でラジオ体操をした帰り、西鉄大牟田線薬院駅・西鉄平尾駅間の上り踏切で列車に轢かれ死亡。自殺であるとも事故であるとも言われている。戒名は詩心院釈哲亮居士。

## 著書
- 矢山哲治全集 未來社 1987

## 評伝
- 『矢山哲治』（近藤洋太著、小沢書店）
- 『お前よ美しくあれと声がする』（松原一枝著、集英社）　第10回 田村俊子賞受賞作。
- 『矢山哲治と「こをろ」の時代』（杉山武子著、績文堂出版）
- 『こをろの時代 矢山哲治と戦時下の文学』（田中艸太郎著、葦書房）